# Gwilym Lloyd George
Gwilym Lloyd George, 1. wicehrabia Tenby (ur. 4 grudnia 1894 w Criccieth w Walii, zm. 14 lutego 1967) – brytyjski polityk, członek Partii Liberalnej i Narodowej Partii Liberalnej, minister w rządach Winstona Churchilla i Anthony’ego Edena. Młodszy syn premiera Wielkiej Brytanii Davida Lloyda George’a.

## Życiorys
Wykształcenie odebrał w Eastbourne College oraz w Jesus College na Uniwersytecie Cambridge. W 1914 r. rozpoczął służbę w Royal Welsh Fusiliers. W 1915 r. został adiutantem generała-majora Ivor Phillipsa, dowódcy 38 Walijskiej Dywizji Piechoty. W 1916 r. w randze majora został przeniesiony do baterii przeciwlotniczej Royal Garrison Artyllery.
W 1922 r. został wybrany do Izby Gmin z ramienia liberałów jako reprezentant okręgu Pembrokeshire. Miejsce w parlamencie utracił po wyborach 1924 r., ale odzyskał je w 1929 r. W latach 40. opuścił Partię Liberalną i zasiadał w Izbie jako deputowany niezależny, aczkolwiek związany z konserwatystami. Następnie został członkiem Narodowej Partii Liberalnej. W 1950 r. przegrał wybory parlamentarne. Do Izby Gmin powrócił w 1951 r. jako reprezentant okręgu Newcastle upon Tyne North.
Pierwszym stanowiskiem rządowym Lloyda George’a był urząd parlamentarnego sekretarza przy Zarządzie Handlu, który sprawował w 1931 r. i następnie w latach 1939–1941. W latach 1941–1942 był parlamentarnym sekretarzem w ministerstwie żywności. W latach 1942–1945 był ministrem paliwa i mocy. Po powrocie konserwatystów do władzy w 1951 r. został ministrem żywności. W latach 1954–1957 był ministrem spraw wewnętrznych. W 1957 r. zrezygnował z czynnego udziału w polityce. Otrzymał wówczas tytuł 1. wicehrabiego Tenby i zasiadł w Izbie Lordów.

## Życie prywatne
Od 1921 r. był żonaty z Edną Gwenfron Jones. Miał z nią dwóch synów:
- David Lloyd George (4 listopada 1922 – 1983), 2. wicehrabia Tenby
- William Lloyd George (ur. 7 listopada 1927), 3. wicehrabia Tenby